# Comuna Onopriivka, Talne
Onopriivka (în ucraineană Онопріївка) este o comună în raionul Talne, regiunea Cerkasî, Ucraina, formată din satele Kobîleakî, Onopriivka (reședința) și Pavlivka Druha.

## Demografie
Componența lingvistică a comunei Onopriivka
     Ucraineană (98,46%)
     Rusă (1,36%)
     Alte limbi (0,09%)
Conform recensământului din 2001, majoritatea populației comunei Onopriivka era vorbitoare de ucraineană (98,46%), existând în minoritate și vorbitori de rusă (1,36%).